# Rives, Tennessee
Rives är en ort i Obion County i delstaten Tennessee, USA.